# Морін Кейрд
Морін Кейрд-Джонс (англ. Maureen Caird-Jones; нар. 29 вересня 1951) — австралійська легкоатлетка, яка спеціалізувалася в бігу з бар'єрами.

## Із життєпису
Олімпійська чемпіонка з бігу на 80 метрів з бар'єрами (1968). На момент олімпійської перемоги мала 17 років 19 днів та стала наймолодшою в історії атлеткою, яка здобула олімпійський титул.
1970 року здобула срібну нагороду в бігу на 100 метрів з бар'єрами на Іграх Співдружності.
Намагалась захистити звання олімпійської чемпіонки на Іграх-1972, проте не змогла пройти далі попередніх забігів у бігу на 100 метрів з бар'єрами (ця дисципліна прийшла на заміну 80-метровій дистанції). В естафеті 4×100 метрів була шостою у фіналі у складі австралійської команди.
Ексрекордсменка світу з бігу на 200 метрів з бар'єрами.
Доволі рано завершила спортивну кар'єру невдовзі після Олімпіади-1972, багато в чому через регулярний біль у шлунку, причиною якому, як виявилось, був рак. Кейрд знадобилось шість хірургічних операцій та три роки, щоб подолати хворобу.
За три тижні до Ігор-1972 взяла шлюб з новозеланцем Россом Джонсом та згодом переїхала жити до Нової Зеландії.

## Основні міжнародні виступи
| Рік  | Змагання           | Місто    | Місце | Дисципліна | Примітки         |
| ---- | ------------------ | -------- | ----- | ---------- | ---------------- |
| 1968 | Олімпійські ігри   | Мехіко   | 1     | 80 м з/б   | Відео на YouTube |
| 1970 | Ігри Співдружності | Единбург | 2     | 100 м з/б  | Відео на YouTube |
| 1972 | Олімпійські ігри   | Мюнхен   | 3заб5 | 100 м з/б  |                  |
| 1972 | 6                  | 4×100 м  |       |            |                  |

## Визнання
- Член Зали слави австралійського спорту (1986)[1]